# 广东纤树蛙
广东纤树蛙（学名：Gracixalus guangdongensis）一种分布于中国广东省和湖南省等地区的两栖动物，隶属于树蛙科纤树蛙属。模式产地为广东省茂名市云开山国家级自然保护区大雾岭林场。其种加词“guangdongensis”意为“广东的”。

## 形态特征
广东纤树蛙体型较小，雄蛙体长26.1～34.7毫米，雌蛙体长34.9～35.4毫米。身体背部皮肤粗糙，呈棕色，有一倒“Y”形深棕色条纹；四肢背面有深棕色横纹；咽喉部和胸部为乳白色，腹部浅棕色。虹膜棕色，瞳孔黑色。

## 保护
本种于2023年被收录入《有重要生态、科学、社会价值的陆生野生动物名录》。